# Église Saint-Jean-Baptiste de Tailhac
Pour les articles homonymes, voir Église Saint-Jean-Baptiste.
L'église Saint-Jean-Baptiste est une église catholique située en France sur la commune de Tailhac, dans la région Auvergne-Rhône-Alpes.

## Localisation
L'église est située dans le département français de la Haute-Loire, sur la commune de Tailhac, dans l'ancienne région historique et culturelle d'Auvergne.

## Historique
Témoin de l'origine romane de l'église, il subsiste les murs, colonnes et chapiteaux du chœur et du transept, et l'archivolte de la porte murée à l'ouest. L'église est ensuite reconstruite à l'époque gothique selon le même plan. Elle est agrandie par l'ajout des chapelles latérales et du porche au XVe siècle et restaurée au XIXe siècle.

## Protection
L'église est inscrite au titre des monuments historiques par arrêté du 7 décembre 1992.